# Crise geral do século XVII
Crise geral do século XVII, ou simplesmente "Crise geral", é um termo criado para se referir ao período do século XVII em que a Europa enfrentou diversos problemas e mudanças de natureza econômica, social e política, tais como a fome, doenças, rebeliões e guerras.

## Definição
O termo foi cunhado por Eric Hobsbawn num par de artigos de 1954 denominados "As Crises do Século Dezessete", publicados pelo jornal acadêmico Past & Present. Segundo o historiador, a crise teve início por volta de 1620, atingindo sua fase aguda entre 1640 e 1670. Considerando seu alcance por toda a Europa, foi designada como um fenômeno "geral".
Ainda existem discussões ativas sobre a sua causa, duração, intensidade e alcance, não havendo consenso entre o meio acadêmico, principalmente por a Holanda gozar de uma expansão econômica no momento da crise.

## Causas

### Econômica
Segundo Hobsbawm, a crise é gerada, substancialmente, por uma crise de produção. O comércio se expandia cada vez mais com as novas rotas marítimas, utilizadas a partir da expansão marítima, tornando-se global. Mas, com o início do século XVII, as maiores zonas comerciais da época (localizadas na região dos mares Mediterrâneo e Báltico) entraram em declínio, resultando na baixa do comércio de alimentos e na produção têxtil em toda a Europa. Como a sociedade era organizada aos moldes do feudalismo, ou seja, vinculada à terra, a oferta não conseguia suprir a demanda, resultando numa crise de produção geral. Por mais que existissem mercadores durante o período, não havia investimento no mercado. Isso se deu porque os burgueses enriqueciam para se tornarem nobres, e não por uma lógica capitalista. Há outros agravantes para a crise, como a diminuição de metais preciosos da América e revoltas políticas, como a Guerra dos Trinta Anos e a Revolução Inglesa.
Para Niels Steensgaard, a crise econômica não foi um retrocesso universal, mas atingiu vários setores em momentos e dimensões diferentes. Dessa forma, não é possível precisar um período em que tanto o comércio quanto a indústria europeus foram acometidos pela depressão. Também não se trata de uma crise de produção, mas uma crise de distribuição dos produtos. Além disso, a concretização do Absolutismo afeta diretamente a economia, agravando a crise.
Outras hipóteses sugerem que a ausência de uma massa de trabalhadores assalariados e de uma separação entre os produtores diretos e os meios de produção, tornou impossível o desenvolvimento de um modo de produção mais sofisticado. O resultado teria sido um crescimento nos quadros de uma sociedade feudal, produzindo no médio prazo a estagnação econômica e os rendimentos decrescentes na agricultura que caracterizaram a crise.

### Política

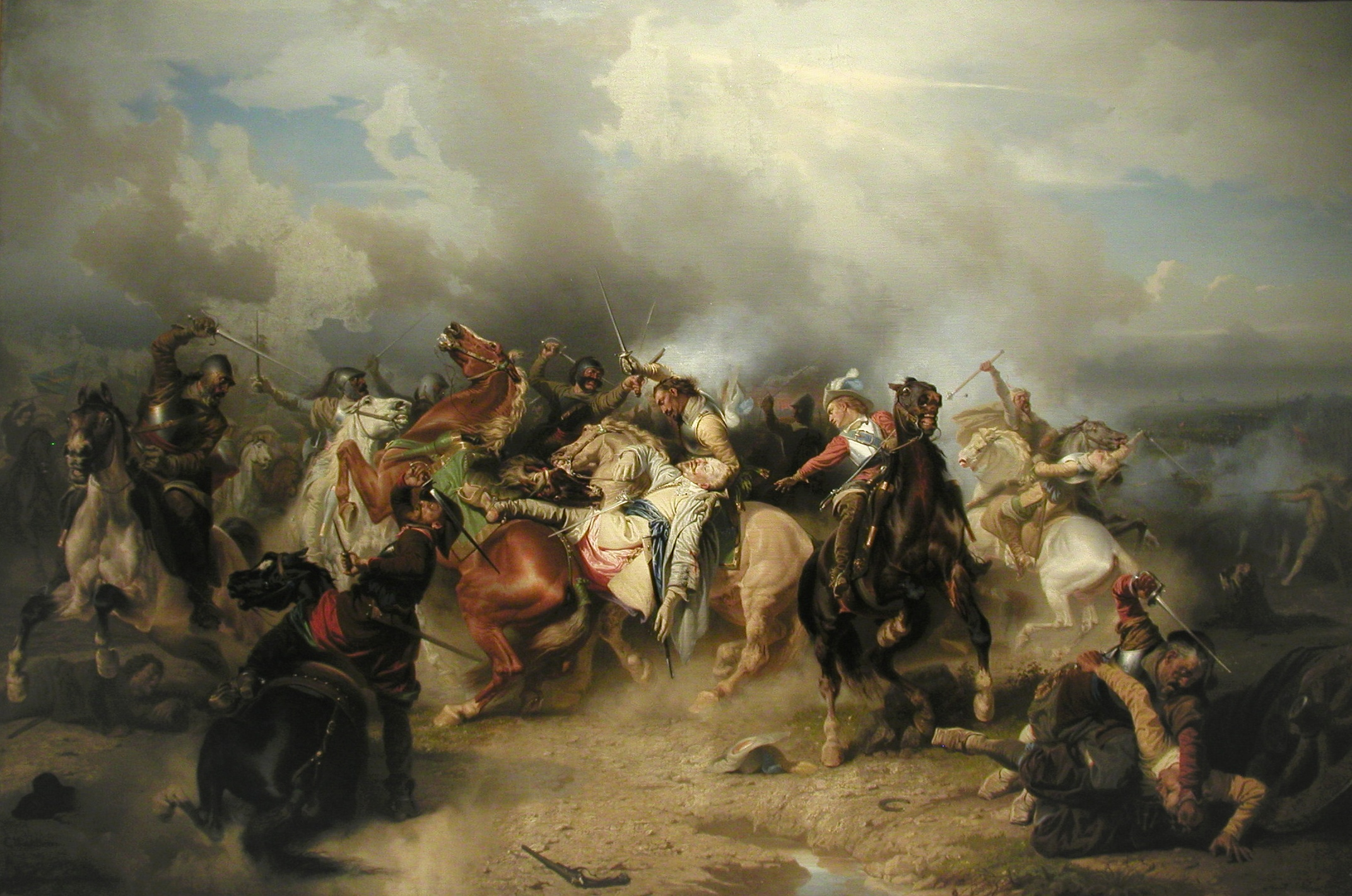
A morte do Rei Gustavus II, durante a Guerra dos 30 Anos, na batalha de Lützen, por Carl Wahlbom.

Por todo o século XVII, a Europa é marcada por uma série de revoltas e guerras, como a Guerra dos Trinta Anos, a Revolução Inglesa, as Frondas francesas, a Revolta Holandesa, a Sublevação da Catalunha, a Revolta de Portugal, a Revolta da Andaluzia e a Revolta de Masaniello. As movimentações de tropas, a destruição de colheitas e o aumento da pressão fiscal teriam produzido fome e epidemias que, por conseguinte, estariam na base das causas de crises demográficas, que também marcaram o período.
Nesse sentido, o historiador Hugh Trevor-Roper explica que todos esses acontecimentos eram frutos de uma crise política geral na Europa. A expansão econômica do século XVI, resultante da expansão marítima e da extração de metais da América, levou à constituição do Estado Renascentista, uma estrutura burocrática marcada pelo direito escrito e pela criação e venda de cargos especializados. Uma economia em expansão podia suportar os salários dos funcionários e os altos custos do governo que eram gerados pela "burocracia parasitária", como diz o historiador. Mas a partir de 1590, surgem as primeiras rachaduras nessa economia estável, causadas pelas guerras e pela diminuição da entrada de metais, bem como pela universal depressão comercial de 1620. Para pagar os salários dos vários burocratas desses Estados, a Coroa aumentou os impostos cobrados e exigências, gerando uma crescente insatisfação na sociedade. Portanto, é seguro afirmar que essa crise política nada mais é do que uma crise "nas relações entre Estado e sociedade".

### Social
A sociedade do século XVII é uma sociedade que está passando por um processo de mudanças sociais. Num período anterior, a Idade Média, a sociedade europeia se organizava por meio de hierarquias estipuladas desde o nascimento, ou seja, de fraquíssima mobilidade social. A partir do período de intensas transformações conhecido como Renascimento, entre os séculos XIV e XVII, a sociedade europeia começa a questionar e repensar seu valores, bem como suas posições sociais.
Esses questionamentos vão resultar em mudanças na sociedade. Portanto, a cultura renascentista passa a estimular mais a mobilidade social, na qual um rico comerciante pode se tornar nobre ao comprar um título de fidalguia ou realizando casamentos com membros da nobreza. As correntes filosóficas-científicas adotam uma nova postura com a tendência a laicização das ciências. Em outras palavras, são forças que visam mudar um ordenamento social. Para isso, essas forças de mudança se chocam com forças de conservação (as pessoas que desejam manter a antiga ordem, tal como os nobres que não querem burgueses alcançando a classe da nobreza). O resultado desse choque são as tensões sociais, que permeiam todo o século XVII e são mais intensas na Espanha.

### Ambiental

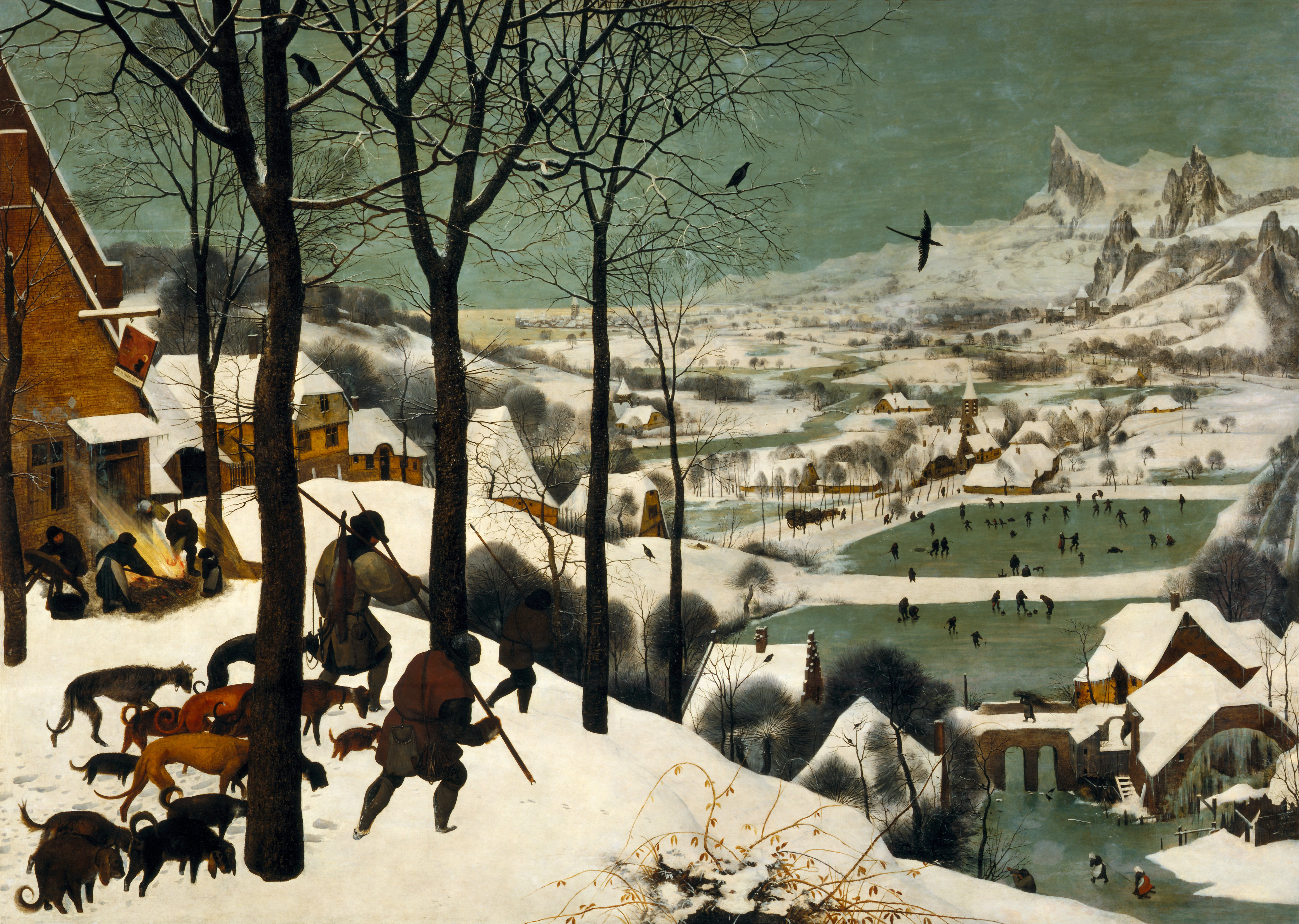
A pintura Caçadores na Neve de Pieter Bruegel, o Velho, de 1565, é um exemplo de como as paisagens do fim do século XVI eram comumente retratadas a partir de um frio intenso com neve.

A partir da década de 1960, com uma das principais influências sendo os estudos do historiador Emmanuel le Roy Ladurie, houve um aumento significativo nas pesquisas históricas e arqueológicas da chamada Pequena Era Glacial. Tal termo faz referência a um período que vai do século XIII ao século XIX, no qual o planeta Terra sofreu um resfriamento global, afetando as temperaturas médias de todo o mundo. As maiores baixas se concentraram de meados do século XVI ao fim do século XVII, o que fez com que muitos estudiosos relacionassem a Crise do Século XVII com as mudanças climáticas e a forma como as sociedades lidavam com elas.
Apesar da Pequena Era Glacial já ser estudada a anos por geólogos e climatologistas, Brian Fagan foi um dos pioneiros a tornar esse tema um interesse também nas ciências humanas. Ao publicar seu livro The Little Ice Age, em que juntou o conteúdo acadêmico a uma escrita facilitada para outros públicos, acabou por impulsionar o interesse de muitos no tema. Posteriormente, historiadores como Geoffrey Parker, Dagomar Degroot, Phillip Blom, Sam White, e até epidemiologistas como Anthony McMichael, adentraram seus estudos nessa área de história ambiental.
Dentre alguns dos exemplos citados pelos autores, o aumento de doenças, expansão das artes inspiradas em climas frios, congelamento de rios (incluindo do Rio Tâmisa, onde ocorreriam eventos como as frost fairs), culpabilização da mudança climática posta em hereges, bruxas e judeus, e outros, demonstram a interferência climática, seja direta ou indiretamente, na idade moderna e mais especificamente, no século XVII.

## Características

### Caráter global

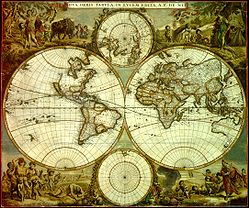
Mapa do mundo de Frederik de Wit, publicado em 1662.

Para alguns estudiosos,  a crise do século XVII ocorreu também fora da Europa. Geoffrey Parker, afirma que no Oriente e nas colônias da América e África foram registrados períodos de crise, indicando queda na produção dos campos ou perda de colheitas. 
Por sua vez, Ruggiero Romano questiona o caráter geral da crise do século XVII afirmando que ela teria se concentrado no Mediterrâneo. Assim, o declínio italiano seria o resultado da incapacidade da economia de superar a situação da agricultura e na produção manufatureira, resultando em uma processo de "refeudalização". Por outro lado, para o mesmo autor, na Europa teriam ocorrido exceções como o caso da Holanda e da Grã-Bretanha. Finalmente, a conjuntura econômico-social na América teria sido completamente oposta à conjuntura europeia, diante do crescimento econômico e demográfico que o continente experimentou durante o século XVII.

#### Espanha
Segundo Pierre Vilar, foram diferentes fatores que contribuíram, a partir de 1600, para o declínio da economia espanhola. A regressão político-econômica, a queda demográfica, as guerras e a diminuição da produção agrícola assemelham-se aos problemas observados em muitos outros países europeus durante este período. Entretanto, essa crise ocorreu num contexto em que a Espanha era favorecida pela produção americana de prata, esse contraste explica-se pela perpetuação do sistema feudal, favorecendo por um intenso parasitismo social. Daí a grande inflação que caracterizaria o século XVII espanhol e o florescimento de tensões sociais que resultariam no episódio de expulsão dos mouriscos, contribuindo ainda mais para a redução demográfica e estagnação econômica espanhola.

#### Inglaterra

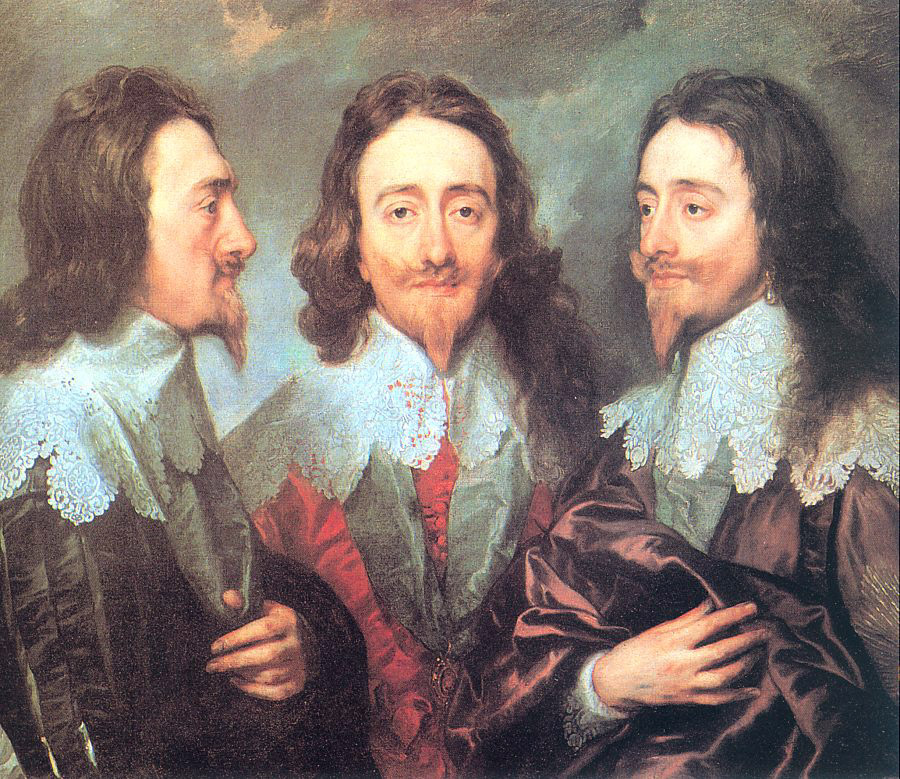
Rei Carlos I em Três Posições (1635) por Anthonis van Dyck (pintor oficial da corte de Carlos I na Inglaterra)

A Grã-Bretanha, no período, formada pela Inglaterra, Escócia, País de Gales e Irlanda, foi a região que passou pelas maiores mudanças ocasionadas pela crise. No século XVII as velhas instituições, valores e crenças foram postos à prova pela população durante a Revolução Inglesa. No final do século, com a Revolução Gloriosa, se estabeleceu a supremacia do parlamento, consolidando um Estado burguês. Ao mesmo tempo, no campo, iam avançando os cercamentos e a propriedade privada, com isto aumentavam os investimentos em benfeitorias rurais e a produtividade agrícola..
Outra consequência dessas transformações políticas e econômicas é a profunda reorganização das finanças inglesas que vão ser chamadas mais tarde de Revolução Financiera. As primeiras medidas foram a estatização das alfandegas (1671) e do Exsice (1683), imposto de consumo copiado da Holanda; a criação do cargo Lord Treasurer, em 1714, que cria o Bord of Tresury, um conselho do Tesouro, que vigiaria o trânsito das rendas para o Excherquer. Com isso diríamos que houve uma nacionalização das finanças, implicando o controle do Banco da Inglaterra ( controle que se instaura em meados do século XVIII, embora o banco tenha sido fundado em 1694). Além disso, no início do século XVIII a supervisão parlamentar sobre os impostos, com a votação dos créditos e de novas imposições permitiu o controle público da dívida, facilitando a tomada de créditos no mercado, a longo prazo e a juros baixos. Foi criado um sistema perpétuo onde era possível a administração não apenas das grandes necessidades do estado inglês para a superação da crise mais também do pagamentos dos juros aos credores numa medida em que garantia a estabilidade do mercado e permitia a manutenção do sistema.

#### França
A França inicia o século XVII num processo de reorganização estrutural após o período marcado pelas guerra religiosas e por uma forte crise socioeconômica. Na primeira metade do século, a política francesa esteve controlada pelos cardeais de Richelieu e Mazarin que promoveram o fortalecimento do poder absoluto do rei e uma política externa agressiva contra os Habsburgo na Espanha e na Europa Central. Ao mesmo tempo, aumentaram absurdamente a cobrança de impostos, produzindo diversas revoltas anti-fiscais no campo. Em 1661, Luis XIV assumiu o poder e consolidou o absolutismo.
No caso Francês, o desenvolvimento do absolutismo teve como contrapartida a estagnação da agricultura, graças à manutenção da propriedade agrícola camponesa e a permanência do senhorialismo.A crise econômica, contudo, resultou num fortalecimento do poder estatal.

#### Holanda
Existem, contudo, algumas regiões na Europa que aparentemente não sofreram com a crise, permitindo problematizar a ideia de que sua abrangência foi geral. Os Países Baixos, assim como a Inglaterra, se fortaleceram economicamente durante o período.  A ascensão dos países baixos foi em diversos sentidos - comercial, cientifico e artístico -. O século XVII ficou conhecido como o século de ouro holandês.
No caso holandês, uma agricultura capitalista baseada na produção de bens altamente valorizados e o desenvolvimento manufatureiro sustentaram uma crescente urbanização desde pelo menos o século XIV. Assim, a crise do século XVII praticamente não teria afetado a Holanda que já passava por um processo de transição capitalista, afetando apenas as zonas mais atrasadas da Europa.   

## Os resultados da crise do século XVII

### Indústria e manufatura

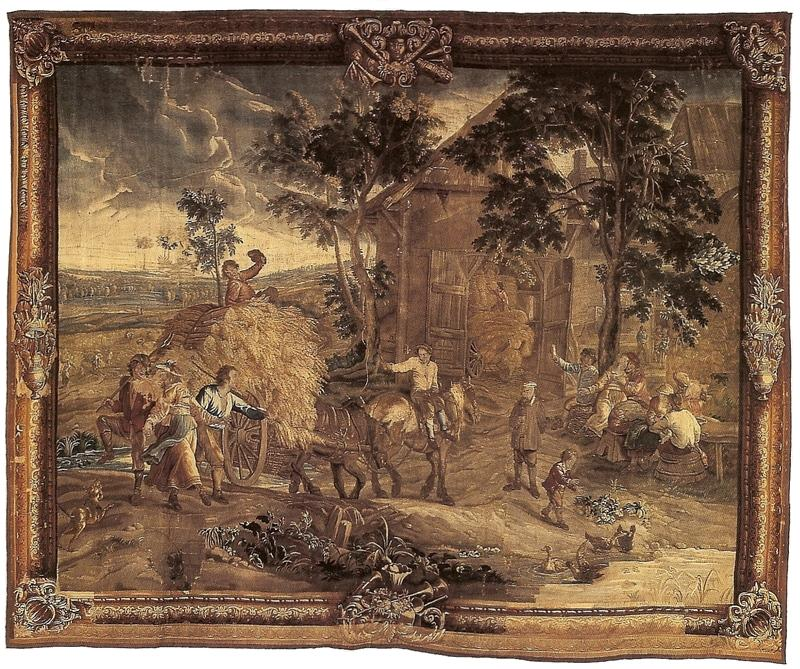
Manufatura Flamenga - A Volta da Colheita, séc. XVII - David Teniers, o Jovem

Para Hobsbawm a crise colaborou para o fim dos grupos de artesãos que monopolizavam a produção de manufaturados e limitavam a produtividade e a inovação. Em contrapartida, ganhou força a indústria doméstica e o putting-out-system que ocorriam no mundo rural, longe do controle das guildas. Rompia-se assim a tendência para a produção para o auto-consumo dos camponeses e ampliava-se a oferta de emprego no campo. Além disso, durante esse período, desenvolveu-se a produção de massa das new draperies, tecidos mais baratos e voltados para os mercados Ultramarinos, passo importante para o desenvolvimento da Revolução Industrial mais tarde

### Agricultura
Durante o século XVII, a revolução agrícola, que já vinha sendo desenhada em algumas zonas bastante restritas, passou a ganhar cada vez mais força. Para que esse processo ocorresse foi necessária uma evolução técnica dos meios de produção agrícola, estimulada principalmente pelos cercamentos e pelo desenvolvimento da propriedade privada. Além disso, também ocorreu a introdução de produtos comerciáveis como o milho, o fumo e a batata.